# Vermeer Centrum Delft
Het Vermeer Centrum Delft in Delft is een tentoonstelling over het werk en leven van Johannes Vermeer, een van de beroemdste Nederlandse schilders uit de Gouden Eeuw. Zijn naam is sterk verbonden met Delft, de stad waar hij in 1632 werd geboren en waar hij zijn hele leven woonde en werkte. Het centrum is opgericht om de schilder Vermeer een tastbare plaats te geven in Delft.

## Gebouw
Het centrum is gehuisvest aan de Voldersgracht, in het centrum Delft nabij de Markt. Het Vermeer Centrum Delft is gevestigd op de historische locatie van het voormalige Sint-Lucasgilde. In 1661 heeft een der burgemeesters, G. Meerman, het initiatief genomen om de voormalige kapel van het Oude Manhuys te verbouwen tot gildehuis voor de glaszetters, de schilders, de boekdrukkers en de pottenbakkers. De guirlandes die in de voorgevel zijn verwerkt zijn kopieën van de originelen die Pierre Cuypers bij de sloop in 1886 heeft ingemetseld in de achtergevel van het Rijksmuseum in Amsterdam.

## Tentoonstelling
Hoewel het Vermeer Centrum Delft geen echte Vermeer heeft, is het wel de enige plek ter wereld waar alle 37 schilderijen van Johannes Vermeer als reproducties op ware grootte te zien zijn. De bezoeker krijgt zo een compleet beeld van zijn werk en ontwikkeling. Op de vloer staan de jaren aangegeven waarin Vermeer zijn schilderijen maakte.
Een permanente tentoonstelling geeft informatie over de tijd waarin Vermeer leefde en het atelier waarin hij werkte. Er wordt ingegaan op zijn aandacht voor kleur, licht en perspectief. Bezoekers kunnen zelf experimenteren met de camera obscura. Ook is een film op een 12 meter breed scherm te zien waarin de relatie van Vermeer en de stad Delft wordt weergegeven. Op de 2e etage is de tentoonstelling "De liefdesboodschappen van Vermeer" te zien waar ingegaan wordt op de symboliek die Johannes Vermeer in zijn schilderijen heeft verwerkt. Bezoekers leren hier zien wat 17de-eeuwse schilders wilden vertellen.
Het Vermeer Centrum Delft opende in 2007 en draait volledig op vrijwilligers. Het aantal bezoekers neemt gestaag toe; in 2011 waren het er 35.000. Het centrum is zeven dagen per week geopend, er worden rondleidingen gegeven aan groepen en het gebouw is toegankelijk voor rolstoelen. Voor individuele bezoekers is er een gratis audiotour die ze rondleidt door alle kamers van het centrum en daarbij aanvullende informatie geeft over de schilderijen en andere objecten waar ze langs komen.

## Musea
In Nederland zijn zeven echte schilderijen van Vermeer te zien. Ze hangen in het Mauritshuis in Den Haag en het Rijksmuseum Amsterdam.